# Carrière de Solignac (dite de Coucouron)
Carrière de Solignac (dite de Coucouron) este o arie protejată (sit de importanță comunitară — SCI) din Franța întinsă pe o suprafață de 220 ha, integral pe uscat.

## Localizare
Centrul sitului Carrière de Solignac (dite de Coucouron) este situat la coordonatele 44°58′27″N 3°52′35″E / 44.97417°N 3.87639°E.

## Înființare
Situl Carrière de Solignac (dite de Coucouron) a fost declarat arie specială de conservare în baza directivei 92/43 din 1992 referitoare la conservarea habitatelor naturale și a faunei și florei sălbatice pentru a proteja 10 specii de animale.

## Biodiversitate
Situată în ecoregiunea continentală, aria protejată conține 5 habitate naturale: Pajiști uscate seminaturale și facies de acoperire cu tufișuri pe substraturi calcaroase (Festuco-Brometalia) (* situri importante pentru orhidee), Fânețe de joasă altitudine (Alopecurus pratensis, Sanguisorba officinalis), Păduri aluvionare cu Alnus glutinosa și Fraxinus excelsior (Alno-Padion, Alnion incanae, Salicion albae), Pajiști carstice calcaroase sau bazofile, de Alysso-Sedion albi, Pajiști cu Molinia pe soluri calcaroase, turboase sau argilos-nămoloase (Molinion caeruleae).
La baza desemnării sitului se află mai multe specii protejate:
- amfibieni (1): izvoraș-cu-burta-galbenă (Bombina variegata)
- mamifere (6): liliac cârn (Barbastella barbastellus), vidră de râu (Lutra lutra), liliac cărămiziu (Myotis emarginatus), liliac comun (Myotis myotis), liliacul mare cu potcoavă (Rhinolophus ferrumequinum), liliacul mic cu potcoavă (Rhinolophus hipposideros)
- nevertebrate (3): Austropotamobius pallipes, Ophiogomphus cecilia, Oxygastra curtisii

Pe lângă speciile protejate, pe teritoriul sitului au mai fost identificate 4 specii de plante, 15 specii de mamifere, 1 specie de pești.